# The Charge of the Light Brigade (film 1912)
The Charge of the Light Brigade (o Charge of the Light Brigade) è un cortometraggio muto del 1912 diretto da J. Searle Dawley.

## Produzione
Il film fu prodotto dalla Edison Manufacturing Company. Venne girato a Cheyenne, nel Wyoming.

## Distribuzione
Distribuito dalla General Film Company, il film - un cortometraggio in una bobina - uscì nelle sale cinematografiche statunitensi l'11 ottobre 1912. Ne venne curata una riedizione distribuita negli Stati Uniti l'11 ottobre 1912.
Nel 2006, è stato distribuito in DVD nel Regno Unito dal BFI e, negli Stati Uniti, dalla Unknown Video.